# نورث هيرو (فيرمونت)
نورث هيرو (بالإنجليزية: North Hero, Vermont)‏ هي بلدة تقع بولاية فيرمونت في الولايات المتحدة. تبلغ مساحتها 120.6 (كم²)، وترتفع عن سطح البحر 32 م، بلغ عدد سكانها 810 نسمة في عام 2000 حسب إحصاء مكتب تعداد الولايات المتحدة وتصل الكثافة السكانية فيها 22.8 نسمة/كم2.

## وصلات خارجية
- The US50 - Cities and Towns in Vermont State
- Vermont Cities and Towns, Facts, Map, Flag, Colleges, Government, and More